# Битенг

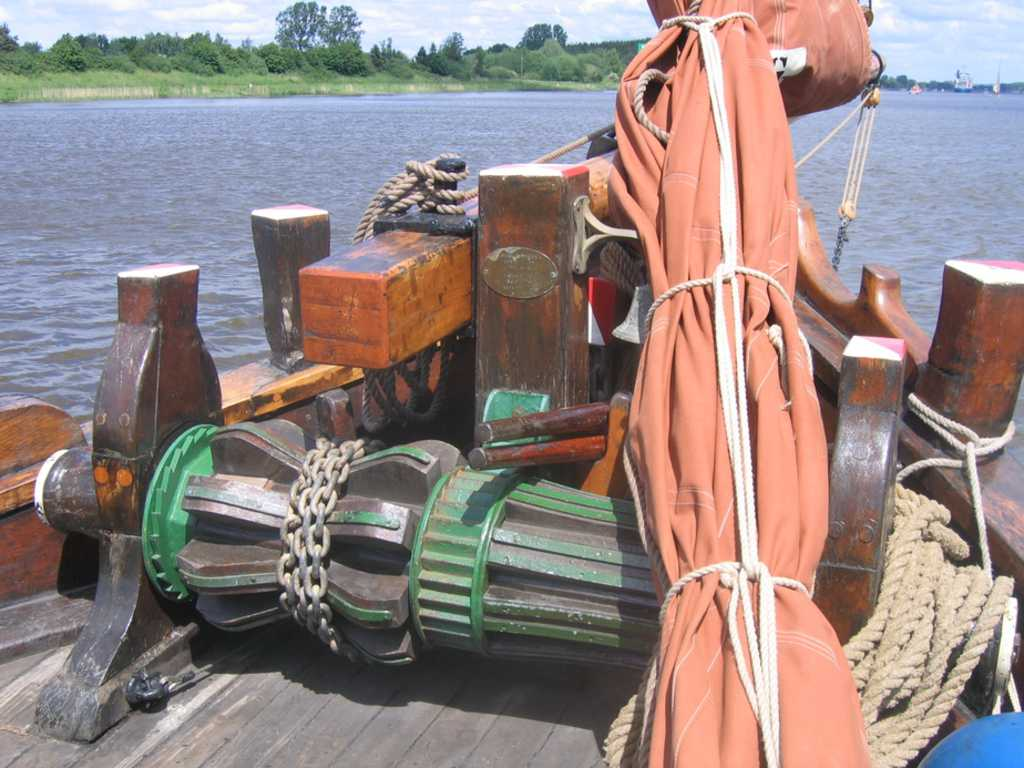

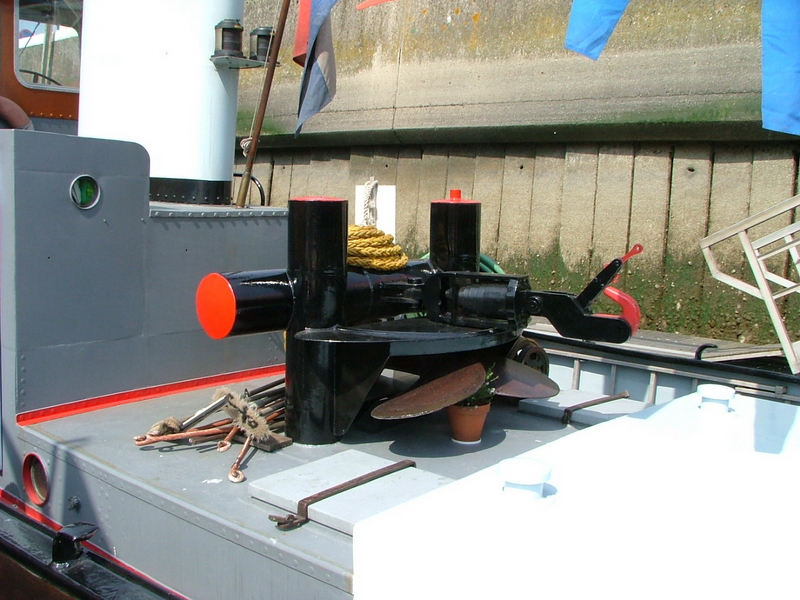
Битенг на голландском буксире "Johanna"

Би́тенг (изначально бе́тинг, би́твен(ь), бе́тенцы) (от нидерл. beting) — прочная полая тумба, возвышающаяся над палубой судна или корабля. Является частью буксирного и швартовного устройства судна.
Битенг имеет усиленное крепление к корпусу судна. Для укрепления битенга в вертикальном положении служит особая кница — битенг-стандерс.
Битенги могут быть и деревянными (первоначально они были деревянными стойками), но чаще всего их изготовляют из металла (из стали или чугуна).
Битенг может быть одиночным или парным. У парного битенга может быть поперечная перекладина, которая называется «битенг-краспицей».

## Назначение
Битенг служит для выполнения следующих целей:
- Уменьшение скорости вытравливания якорной цепи.
- Крепление буксирных тросов или якорного каната.
- Придание равномерного хода при канатной тяге.
- Крепление швартовов малых кораблей и катеров, швартующихся у борта.
- Крепление швартовов судов, буксируемых лагом (борт о борт).
- Крепление гарпунного линя после попадания в преследуемого кита.